# Tonalá (Jalisco)
Pour les articles homonymes, voir Tonalá.
Tonalá est une ville et une municipalité de l'État de Jalisco au Mexique, réputée pour être un centre artisanal.

## Étymologie
Le mot Tonalá vient du nahuatl Tonallan qui signifie Lieu par où le soleil sort.

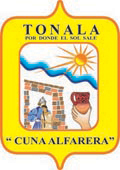
Armoiries

## Festivités
Chaque année a lieu un festival de danse rappelant le mythe de la « conquista » appelé « danse des tastoan ».

## Armoiries
Depuis 1984, les armoiries de la ville symbolisent le métissage : y sont représentés un soleil, qui représente l'origine du mot Tonalá, ainsi que les phrases Por donde el sol sale (Par où le soleil sort, traduction en espagnol du mot Tonalá) et Cuna alfarera (Berceau de la poterie), surnom de la ville.